# Vuoksijärvi
Vuoksijärvi är en sjö i Finland. Den ligger i kommunen Enare i landskapet Lappland, i den norra delen av landet, 900 km norr om huvudstaden Helsingfors. Vuoksijärvi ligger 218,9 meter över havet. Arean är 1,65 kvadratkilometer och strandlinjen är 8,96 kilometer lång. Sjön  ingår i Tuulomajokis huvudavrinningsområde. 